# Rio Mattaponi
O Rio Mattaponi é um rio do estado da Virgínia, Estados Unidos. O seu nome é composto pelo nome dos seus quatro tributários:
- O Rio Mat e o Rio Ta juntam-se no Condado de Spotsylvania para formar o Rio Matta;
- O Rio Po' e o Rio Ni juntam-se no Condado de Caroline para formar o Rio Poni;
- O Rio Matta e o Rio Poni juntam-se no Condado de Caroline para formar o Rio Mattaponi.

Em West Point, junta-se ao Rio Pamunkey para formar o Rio York.